# Oliver Wallop (8e comte de Portsmouth)
Oliver Henry Wallop, 8e comte de Portsmouth (13 janvier 1861 - 10 février 1943), est un pair britannique et sert également dans la Législature du Wyoming aux États-Unis.

## Jeunesse
Wallop est né à Eggesford House dans le Devon, en Angleterre, d'Isaac Newton Wallop (5e comte de Portsmouth), et de Lady Eveline Alicia Juliana Herbert, fille d'Henry Herbert (3e comte de Carnarvon). En tant que troisième fils, on ne s'attend pas à ce qu'il hérite du comté de son père et, en 1883, il déménage dans l'Ouest américain pour devenir éleveur. Il s'installe à Miles City, dans le Montana, avant de se rendre à Big Horn, dans le Wyoming, et d'acheter le Canyon Ranch en 1895. Il devient citoyen des États-Unis en 1904 et, en tant que O. H. Wallop, est élu en 1908, pour deux mandats en tant que républicain à la Chambre des représentants du Wyoming.
De 1917 à 1919, il sert dans l'armée britannique pendant la Première Guerre mondiale.

## Wyoming
En 1884, à l'âge de vingt-huit ans, Wallop immigre aux États-Unis. Il achète un ranch de chevaux près de Miles City, dans le Montana. Deux étalons de race anglaise, un cadeau de son père, l'aident à démarrer son élevage de chevaux. En 1890, Wallop achète une ferme près de Big Horn. Là, il commence à élever et à entraîner des poneys de polo et des équipes de chevaux tandem. Il les suit jusqu'au chemin de fer pour les expédier sur la côte Est et en Angleterre. Cinq ans plus tard, il achète un autre ranch à l'embouchure de Little Goose Creek, qu'il nomme le Canyon Ranch, et y installe son exploitation.
En 1899, il s'associe à ses voisins, ses compatriotes expatriés britanniques William et Malcolm Moncreiffe, dans une entreprise hippique en pleine expansion. À l'époque, un cheval du Wyoming pouvait se vendre entre cinq et trente-neuf dollars. Wallop et ses partenaires achètent des chevaux à des prix relativement bas, les entraînent et les vendent à la cavalerie britannique pour pas moins de quatre-vingt-dix-sept dollars. Pendant les trois années de la seconde guerre des Boers dans l'actuelle Afrique du Sud, ils expédient plus de vingt mille chevaux. Pendant la Première Guerre mondiale, Wallop et ses partenaires fournissent des chevaux aux armées britannique, française et italienne. Wallop lui-même est acheteur de chevaux dans l'Oregon et l'État de Washington. En temps de paix, Wallop continue à élever et à entraîner des poneys de polo.

## Angleterre
Les frères aînés de Wallop, les 6e et 7e comtes, sont tous deux morts sans héritiers mâles. En 1925, il devient 8e comte. Wallop est autorisé à occuper son siège à la Chambre des lords après avoir d'abord renoncé à sa citoyenneté américaine.
Wallop décède à Colorado Springs, dans le Colorado, en 1943, après avoir été malade pendant un an.

## Mariage et descendance
Wallop épouse Marguerite Walker, fille de Samuel Johnson Walker du Kentucky, et a deux fils, Gerard Wallop (9e comte de Portsmouth) et Oliver Malcolm Wallop.
Sa petite-fille Jean («Jeanie») Margaret Wallop (1935–2019), née à Big Horn, Wyoming, épouse Henry Herbert (7e comte de Carnarvon), dont le siège est le château de Highclere. Elle est une amie proche de la reine Élisabeth II, qui est la marraine de son arrière-petit-fils George Herbert (8e comte de Carnarvon). Son petit-fils Malcolm Wallop (en) siège également à l'Assemblée législative de l'État du Wyoming et trois mandats au Sénat des États-Unis.